# Římskokatolická farnost Strojetice
Římskokatolická farnost Strojetice (latinsky Strogeticium) je církevní správní jednotka sdružující římské katolíky na území vesnice Strojetice a v jejím okolí. Organizačně spadá do lounského vikariátu, který je jedním z 10 vikariátů litoměřické diecéze. Centrem farnosti je kostel Nanebevzetí Panny Marie ve Strojeticích.

## Historie farnosti
Tzv. stará farnost (plebánie) existovala již kolem roku 1400. V roce 1701 bylo území přifařeno pod farnost Nepomyšl. V roce 1740 bylo přivařeno pod farnost Kryry.  Matriky jsou pro místo zachovány od roku 1784. Od roku 1786 byla v místě zřízena lokálie. Vlastní farnost byla kanonicky zřízena od roku 1851.

### Duchovní správcové vedoucí farnost
Začátek působnosti jmenovaného v duchovní správě farnosti od:
- 1786  cap. loc. Andreas Schmilauer[5] Ord. Serv. (z kláštera Naší milé Paní v Konojedech[5]), n. 12. 12. 1746 Iglau, o. 27. 5. 1771, † 5. 5. 1823[4]
- 1823   cap. loc. vacat
- 1823   cap. loc. Josef Mayer, n. 12. 1. 1777 Komotau, o. 30. 8. 1806, † 13. 9. 1843
- 1829   cap. loc. vacat
- 1829   cap. loc. Josef Eduard Teiser, n. 25. 1. 1783 Komotau, o. 8. 9. 1805, † 27. 4. 1842
- 1834   cap. loc. Franz Josef Schönpflug, n. 18. 7. 1790 Haanens. o. 7. 8. 1813, † 23. 12. 1865
- 1850   cap. loc. Franz Anton Stanka (v říjnu 1850 dekretem c. k. ministerstva pro kult povýšení na faru[5]), n. 16. 5. 1809 Sehlaviens, o. 4. 8. 1834, † 26. 8. 1861
- 1852   proto-par. (1. farář) Franz Anton Stanka, n. 16. 5. 1809 Sehlaviens, o. 4. 8. 1834, † 26. 8. 1861
- 1861   par. vacat, admin. int. Franz Schuldes
- 1862   Franz Sales Egert[4] (osobní děkan a biskupský okrskový vikář[5]), n. 29. 1. 1815 Pohořany, o. 3. 8. 1838, † 31. 7. 1896
- 1881   Martin Durnwalder, n. 16. 1. 1835 Welsberg (Tirol.), o. 9. 4. 1859, † 16. 1. 1893
- 1886   Josef Tiersch, n. 13. 1. 1837 Kralup., o. 27. 7. 1865, † 16. 3. 1891
- 1891   Franz Vejžvalda[4] (Veyžvalde[5]), n. 9. 10. 1848 Deštná, o. 14. 7. 1877, † 28. 6. 1922
- 1895   par. vacat, admin. interc. Johann Šlechta (Slechta[5])
- 1896   Johann Ad. Hampel[4] (admin.[5]),  n. 22. 12. 1855 Katzengrün, o. 20. 7. 1878, † 25. 6. 1897
- 1897   par. vacat, admin. int. Johann Vacek
- 1897   Franz Miksánek[4] (Miksanek[5]), n. 19. 11. 1862 Ruprechtic. o. 27. 5. 1888, † 31. 10. 1905[4]
- 1903 Josef Bäuml, admin.[5]
- 1903   Karl Ditrich, n. 7. 2. 1867 Važice, o. 25. 3. 1888
- 1912   par. vacat admin. interc. Adolph. Kühnel
- 1913   Rob. Betschelt, n. 27. 10. 1878 Kl. Tinz (G), o. 12. 7. 1903, † 15. 12. 1938
- 1939   par. vacat admin. interc. Franc. Hellmich
- 1. 9.  1939   Alfred Schnek, n. 21. 12. 1905 Widhostitz, o. 29. 6. 1930, † 20. 12. 1965
- 1. 8.  1947    František Hrubý
- 1. 9.  1960    František Ondrouch
- 1. 6.  1967    Josef Jiran
- 1. 9.  1969    Stanislav Lacina
- 1. 6.  1977    Josef Šimon
- 26. 4. 2011   Aleksander Siudzik, CSsR
- 1. 10. 2011   Josef Hurt, admin. exc.
- 1. 7.  2015   Aleksander Siudzik, CSsR, admin. exc.[4]

Kromě kněží stojících v čele farnosti, působili ve farnosti v průběhu její historie i jiní kněží. Většinou pracovali jako farní vikáři, kaplani, katecheté, výpomocní duchovní aj.

## Území farnosti
Do farnosti náleží území obce:
- Běsno (Wiessen)[p 2]
- Březnice (Presnitz[3])[p 2]
- Kolešov (Goleschau[3])[p 2]
- Očihovec (Klein Otschehau,[3] Kleinotschehau[6])[p 2]
- Strojetice (Strojetitz,[3] Strojeditz[6])[p 2]

## Římskokatolické sakrální stavby na území farnosti
| | Fotografie | Stavba                         | Místo      | Bohoslužby                      | Zeměpisné souřadnice             | Status          | Číslo kulturní památky           |
| Kostely | Kostely    | Kostely                        | Kostely    | Kostely                         | Kostely                          | Kostely         | Kostely                          |
| --- | ---------- | ------------------------------ | ---------- | ------------------------------- | -------------------------------- | --------------- | -------------------------------- |
| 1. |            | Kostel Nanebevzetí Panny Marie | Strojetice | bližší informace o bohoslužbách | 50°10′28″ s. š., 13°28′38″ v. d. | farní kostel    | 43106/5-1444 (Pk•MIS•Sez•Obr•WD) |
| 2. |            | Kostel sv. Mikuláše            | Běsno      | bližší informace o bohoslužbách | 50°10′48″ s. š., 13°30′44″ v. d. | filiální kostel | 105139 (Pk•MIS•Sez•Obr•WD)       |
| Některé drobné sakrální stavby a pamětihodnosti lze dohledat zde v databázi Drobné sakrální památky Zaniklé sakrální stavby lze dohledat zde v databázi Poškozené a zničené kostely, kaple a synagogy v České republice |            |                                |            |                                 |                                  |                 |                                  |

Ve farnosti se mohou nacházet i další drobné sakrální stavby, místa římskokatolického kultu a pamětihodnosti, které neobsahuje tato tabulka.

## Příslušnost k farnímu obvodu
Z důvodu efektivity duchovní správy byl vytvořen farní obvod (kolatura) farnosti – děkanství Podbořany, jehož součástí je i farnost Strojetice, která je tak spravována excurrendo.